# Ray Wilson (muzyk)
Ray Wilson (ur. 8 września 1968 w Dumfries) – szkocki wokalista, gitarzysta, kompozytor, autor tekstów, członek zespołów Guaranted Pure, Stiltskin, Cut, w latach 1996–1998 wokalista zespołu Genesis.
Twórczość Raya Wilsona jest zaliczana do takich gatunków jak m.in. rock progresywny, rock, pop rock, rock alternatywny, muzyka akustyczna, grunge i post grunge. 

## Życiorys
Pierwszy profesjonalny zespół, Guaranted Pure, Ray Wilson założył z bratem Steve’em. Pod tą nazwą bracia wydali trzy albumy.
W roku 1994 Ray dołączył do szkockiego zespołu Stiltskin. Debiutancki singiel tej grupy, „Inside”, stał się sensacją muzyki grunge i znalazł się na pierwszym miejscu większości europejskich list przebojów. Po sukcesie Stiltskin, muzycy zespołu Genesis zwrócili uwagę na Raya Wilsona i zaproponowali mu współpracę w związku z odejściem z zespołu w 1996 r. Phila Collinsa. W latach 1997–1998, Wilson był frontmanem tej grupy współtworząc będący na czwartym miejscu w historii sprzedaży zespołu album …Calling All Stations…. Konsekwencją wydania płyty była trasa koncertowa „Calling All Stations Tour”. Płyta nie została przyjęta zbyt dobrze przez krytyków i fanów, zwłaszcza w Ameryce, gdzie odwołano koncerty z powodu słabej sprzedaży biletów. Ponieważ zespół nie nagrał już kolejnej płyty, Wilson odszedł z Genesis i wrócił do korzeni. Wraz z nowym zespołem – Cut wydał album Millionairhead. W trakcie promocyjnej trasy koncertowej w Niemczech, grupa wystąpiła m.in. zespołami Scorpions i Westernhagen.
W roku 2001 Ray Wilson rozpoczął karierą solową koncertem na „Edinburgh International Festival”. Po długiej trasie koncertowej po Europie oraz Ameryce Południowej i Środkowej, artysta wydał pierwszy album solowy – Change (2003). Wilson współpracował także z holenderskim DJ-em Arminem van Buurenem, tworząc utwór „Yet Another Day”, który dostał się na pierwsze miejsca Dance-Charts w wielu krajach. W ciągu kolejnych lat Ray Wilson koncertował. Odbył także tournée z Dolores O’Riordan z zespołu Cranberries oraz z Rogerem Hodgsonem, frontmanem Supertramp. Następnym solowym wydawnictwem był album The Next Best Thing (2004), była to płyta ostrzejsza, bardziej rockowa niż krążek Change, ale nie zabrakło na niej utworów spokojnych i refleksyjnych. Jesienią 2006 roku Ray Wilson powrócił do mocnego brzmienia nagrywając z zespołem Stiltskin album She, który zaowocował trasą koncertową.
Wilson jest twórcą projektu Genesis Classic, prezentującego wybrane kompozycje zespołu Genesis. Koncert łączy rockowe wersje kultowych utworów z elementami muzyki poważnej w wykonaniu kwartetu smyczkowego z Berlin Symphony Ensemble. Od pierwszego koncertu w 2010 roku członkowie projektu są w nieustającej trasie koncertowej. W tym czasie miłość sprowadziła szkockiego muzyka do Polski, gdzie zamieszkał na stałe. Częściowo w Polsce powstał także jego solowy album Propaganda Man (2009). We wrześniu 2011 ukazał się album studyjny Ray Wilson & Stiltskin Unfulfillment, na którym pojawił się m.in. przebój „American Beauty”.
W maju 2012 roku Ray Wilson odebrał akt nadania tytułu „Ambasadora Poznania”, Miasta–Gospodarza UEFA EURO 2012.
15 kwietnia 2013 roku ukazała się płyta Raya Wilsona, Chasing Rainbows. 29 czerwca 2013 roku Ray wystąpił na Life Festival Oświęcim. W 2013 roku Ray Wilson nawiązał współpracę z Polskim Radiem, czego pierwszym efektem była właśnie płyta Chasing Rainbows, zawierająca 12 utworów utrzymanych w typowym brzmieniu brytyjskiego rocka. Wielokrotnie gościł w audycjach w Trójce: Piotra Barona, Marka Niedźwieckiego, Mariusza Owczarka i innych. W Trójce odbył się także koncert na 20-lecie twórczości Raya.
W 2014 roku, nakładem Agencji Polskiego Radia, ukazał się zapis dwugodzinnego koncertu artysty z 14 kwietnia 2013 roku ze Studia im. Agnieszki Osieckiej w radiowej Trójce pt. Genesis vs Stiltskin: 20 Years and More.
18 września 2014 roku wystąpił na Placu Zamkowym w Lublinie w ramach koncertu pożegnalnego Budki Suflera „Memu miastu na do widzenia”.
W roku 2016 pojawiły się dwa nowe albumy artysty: akustyczny Song for a Friend oraz bardziej rockowy Makes Me Think of Home.
W 2017 roku Ray Wilson koncertował w ramach europejskiej trasy w Polsce, między innymi w Gdańsku, gdzie jego koncert spotkał się z wyjątkowo ciepłym przyjęciem.
Ray Wilson jest założycielem i fundatorem działającej w Poznaniu Fundacji Raya Wilsona, której głównym celem jest wspieranie i aktywizacja osób z marginalizowanych warstw społecznych.
1.01.2023 odbył się koncert Raya Wilsona w internetowym Radio 357, z okazji drugiej edycji Topu Wszechczasów.

## Dyskografia

### Solo

#### Albumy studyjne
| Rok                        | Dane dot. albumu                                                      | Pozycja na liście | Pozycja na liście |
| Rok                        | Dane dot. albumu                                                      | GER               | POL               |
| -------------------------- | --------------------------------------------------------------------- | ----------------- | ----------------- |
| 2003                       | Change - Data: 4 kwietnia 2003 - Wydawca: InsideOut Music             | 88                | –                 |
| 2004                       | The Next Best Thing - Data: 7 czerwca 2004 - Wydawca: InsideOut Music | –                 | –                 |
| 2008                       | Propaganda Man - Data: 15 września 2008 - Wydawca: Sandport Ltd.      | –                 | –                 |
| 2011                       | Genesis vs Stiltskin - Data: 12 września 2011 - Wydawca: Jaggy Polski | 21                | 17                |
| 2013                       | Chasing Rainbows - Data: 15 kwietnia 2013 - Wydawca: Jaggy Polski     | 57                | 23                |
| 2016                       | Song for a Friend - Data: 20 maja 2016 - Wydawca: Musicom             | –                 | 17                |
| 2016                       | Makes Me Think of Home - Data: 7 października 2016 - Wydawca: Musicom | 88                | 23                |
| 2021                       | The Weight of Man - Data: 28 sierpnia 2021 - Wydawca: AFM Records     | –                 | 35                |
| „–” album nie był notowany |                                                                       |                   |                   |

#### Albumy kompilacyjne
| Rok  | Dane dot. albumu                                                    | Pozycja na liście |
| Rok  | Dane dot. albumu                                                    | POL               |
| ---- | ------------------------------------------------------------------- | ----------------- |
| 2019 | Upon My Life - Wydany: 31 października 2019 - Wydawca: Jaggy Polski | 44                |

#### Albumy koncertowe
| Rok                        | Dane dot. albumu | Pozycja na liście |
| Rok                        | Dane dot. albumu | POL               |
| -------------------------- | --- | ----------------- |
| 2001                       | Live and Acoustic (pierwotnie Unplugged) - Data: 2001, 13 sierpnia 2002 - Wydawca: brak (wydanie własne) / InsideOut Music | –                 |
| 2005                       | Ray Wilson Live - Data: 9 maja 2005 - Wydawca: Mystic                                                                      | –                 |
| 2006                       | An Audience and Ray Wilson - Data: 2006 - Wydawca: brak (wydanie własne)                                                   | –                 |
| 2009                       | Genesis Klassik - Data: 2009 - Wydawca: Sandport Ltd                                                                       | –                 |
| 2011                       | Ray Wilson and the Berlin Symphony Ensemble, Genesis Classic - Data: 23 września 2011 - Wydawca: Jaggy Polski              | –                 |
| 2014                       | Up Close And Personal – Live At SWR1 - Data: 15 marca 2014 - Wydawca: Jaggy Polski                                         | –                 |
| 2014                       | Genesis vs Stiltskin: 20 Years and More - Data: 25 sierpnia 2014 - Wydawca: Polskie Radio                                  | 18                |
| „–” album nie był notowany | |                   |

### Genesis
| Rok  | Dane dot. albumu                                                           |
| ---- | -------------------------------------------------------------------------- |
| 1997 | …Calling All Stations… - Data: 1 września 1997 - Wydawca: Virgin, Atlantic |

### Cut
| Rok  | Dane dot. albumu                                                               |
| ---- | ------------------------------------------------------------------------------ |
| 1999 | Millionairhead - Data: 5 marca 1999 - Wydawca: Virgin Germany, InsideOut Music |